# Traite négrière au Havre

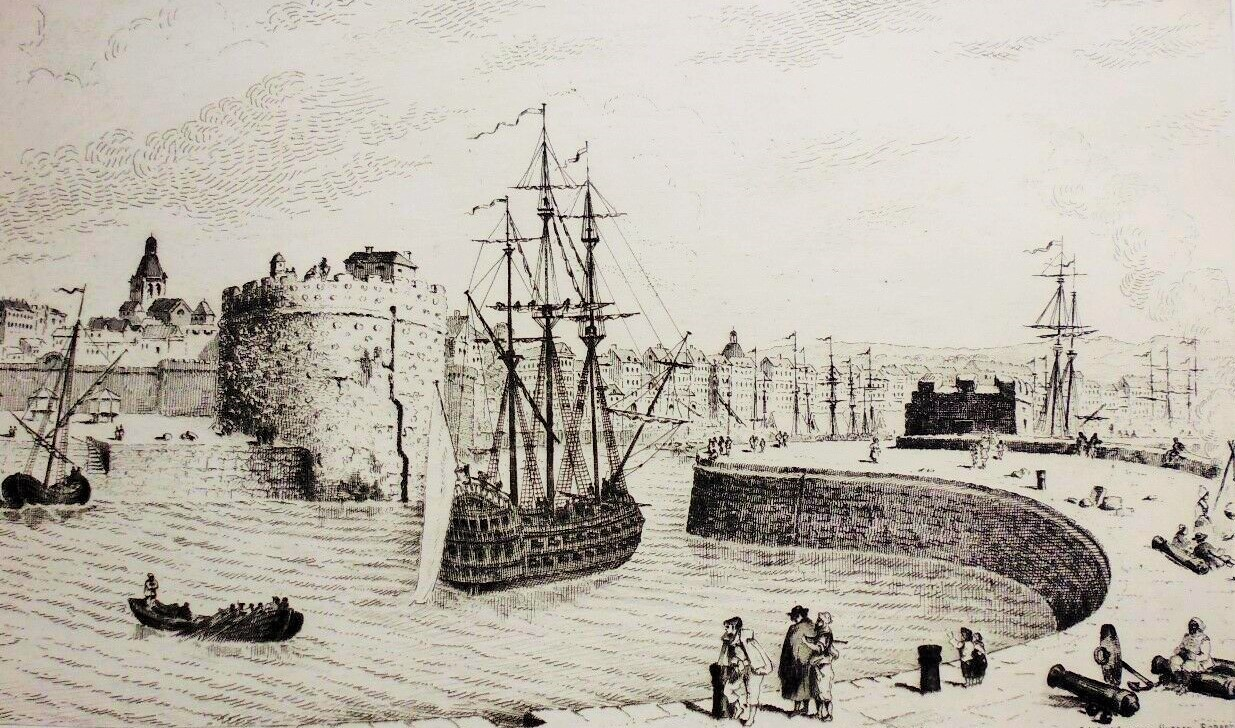
Entrée du port du Havre en 1773. On peut voir un personnage à la peau noire en bas à droite.

La traite négrière au Havre désigne la déportation massive d’esclaves africains vers les colonies européennes d’Amérique, organisée à des fins économiques par des armateurs havrais, du XVIIe au XIXe siècle. Elle est une des composantes du commerce triangulaire.
Depuis le site du Havre, ce sont entre 399 et 451 expéditions négrières qui ont été lancées. Cependant, ce port est indissociable, à la fois du site de Honfleur, antenne située de l’autre côté de l’embouchure de la Seine, et d’où sont parties 142 expéditions, mais aussi de celui de Rouen, fournisseur essentiel des capitaux pour armer les navires havrais à la traite. Ensemble, ils forment un complexe portuaire normand, dont le Havre n’est que l’avant-port, et qui, avec un total de 527 à 585 expéditions, constitue le deuxième port négrier de France après Nantes. Le nombre de déportés tourne autour de 100 000 individus pour le port du Havre et de 50 000 pour celui de Honfleur.
Plusieurs éléments rendent la traite havraise intéressante et singulière : l’importance du nombre des expéditions, la participation active à la traite illégale, l’usage de la traite par les négociants comme moyen d’affirmation face à la tutelle rouennaise, et le rôle primordial joué par le lobby négrier havrais pour freiner l’émancipation des Noirs à la Révolution française. Cependant, malgré l’ancienneté des connaissances historiques sur ce sujet, la reconnaissance officielle de cette histoire n’a commencé que tardivement au Havre, comparativement aux autres ports négriers français comme Nantes ou Bordeaux.

## Histoire

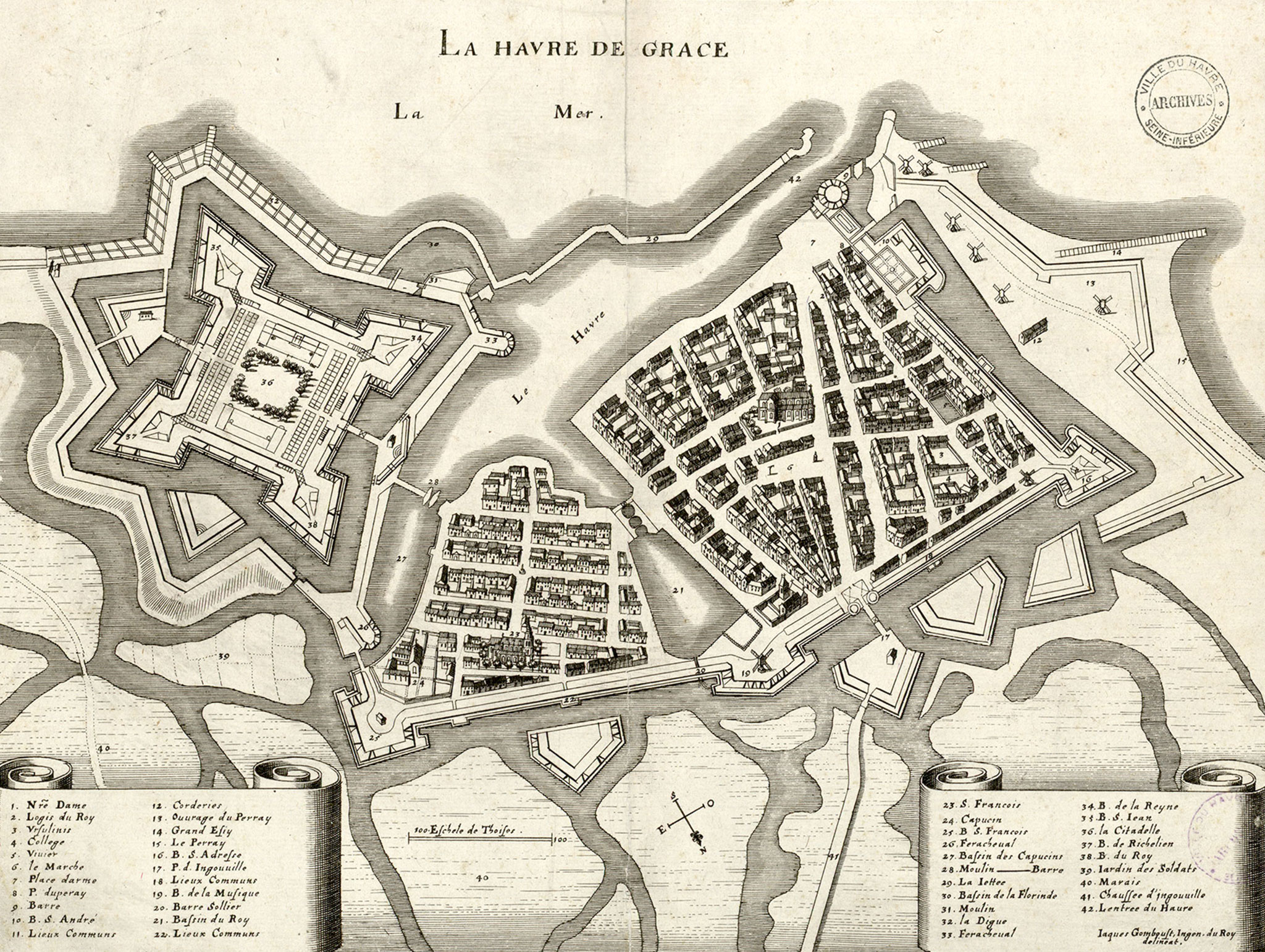
Plan du Havre en 1657.

Au Havre, la traite a été pratiquée longtemps mais de façon irrégulière. Ce commerce s’étire de la fin du XVIIe siècle jusqu’au milieu du XIXe siècle. Cette histoire peut être divisée en cinq périodes. Une première phase, qui va de 1666 à 1721, correspond à une période durant laquelle le commerce triangulaire est pratiqué sous le contrôle des compagnies à monopole. S’ensuit une deuxième phase, longue de plus d’un demi-siècle, de 1721 à 1783, où les négociants havrais arment relativement peu en traite et privilégient le commerce « en droiture ». Ce dernier, qui consiste en des allers-retours directs entre la métropole et les colonies américaines, sans passer par l’Afrique chercher des captifs, présente moins de risques financiers que les expéditions de traite, plus longues et mobilisant plus de capitaux. La troisième phase, durant moins d’une décennie, de 1783 à 1791, correspond au décollage et à la massification de l’activité négrière des armateurs du Havre. En 1791, c’est la révolte des esclaves à Saint-Domingue qui marque le début de la quatrième phase, où le nombre d’expéditions chute de manière spectaculaire, notamment grâce à la première abolition de l’esclavage de 1794 par la Convention nationale. Enfin, à partir de 1815, date de l’interdiction de la traite par Napoléon, après l’avoir rétablie avec l’esclavage en 1802, commence la cinquième et dernière période de la traite havraise, devenue illégale et moins rentable, qui s’achève avec l’arrestation du dernier navire négrier français en 1840.

### Contexte mondial et colonisation

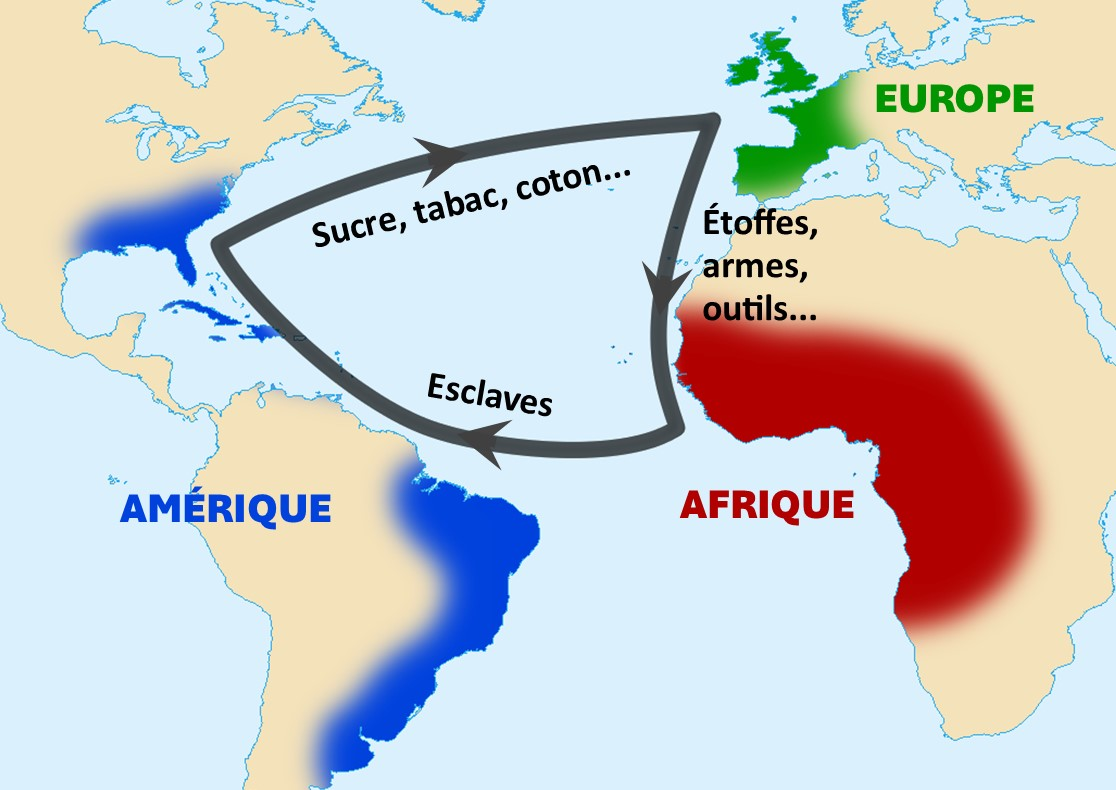
Schéma du commerce triangulaire dont la traite négrière est une composante.

Avec la conquête et la colonisation des Amériques, les Européens ont besoin de main-d’œuvre afin d’y exploiter les ressources. Ils sont confrontés à une double problématique. Premièrement la disparition quasi-complète des populations amérindiennes, décimées par les maladies des Européens, les obligent à chercher une main-d’œuvre servile à l’extérieur des colonies. Mais aussi, avec la prise de Constantinople par les Ottomans, entraînant la chute de l’Empire byzantin, les puissances occidentales se voient privés de leurs réseaux traditionnels d’approvisionnement en esclaves. Ils se tournent alors, à l’initiative du Portugal, vers les côtes d’Afrique pour se fournir en captifs. Avec le développement de l’actionnariat, la traite négrière occidentale se massifie considérablement et entraîne la déportation de 12 millions d'individus du XVIe au XIXe siècle. La France sera le troisième pays européen en nombre de déportés (1,5 million), derrière le Portugal (5 millions) et l’Angleterre (3 millions). La traite havraise est donc à replacer dans le contexte d’une vaste entreprise mondiale de déportation et d’asservissement de populations africaines à des fins économiques.

### Les débuts de l'activité négrière (1666 - 1721)
La Rochelle est le premier port français à se lancer dans la traite de Noirs dès la fin du XVIe siècle. Pour Le Havre, cette histoire commence entre 1666 et 1678, où quelques premiers armements sont entrepris par la Compagnie des Indes Occidentales puis par la Compagnie du Sénégal, dont une antenne est installée dans ce port en 1673. La présence de cette compagnie, alliée à la crise du commerce morutier, amène de premiers négociants du Havre à s’impliquer dans la traite, parmi lesquels Richard Houssaye, Jacques Duval d'Éprémesnil et Jacob Féray.
Avec 30 armements de 1679 à 1709, Le Havre se place alors comme le deuxième port négrier français, bien qu’encore loin de La Rochelle. Ce commerce s’accroît encore jusqu’en 1721, année d’un premier pic de 18 expéditions. Il s’accompagne de l’installation des premières familles havraises dans des plantations sucrières à Saint-Domingue.

### Une longue période d'activité négrière relativement faible (1721 - 1783)
En 1716, des lettres patentes donnent la possibilité aux négociants de quatre villes portuaires de pratiquer librement la traite, hors des compagnies à monopole : Nantes, La Rochelle, Bordeaux et Rouen :
« Nous avons permis & permettons à tous les Négociants de notre Royaume, de faire librement à l’avenir le commerce des Nègres, de la Poudre d’Or & de toutes les marchandises qu’ils pourront tirer des Côtes d’Afrique, depuis la Rivière de Sierra Lyona inclusivement, jusqu’au Cap de Bonne-Espérance, à condition qu’ils ne pourront ainsi armer ni équiper leurs Vaisseaux que dans les Ports de Rouen, la Rochelle, Bordeaux et Nantes. »
En raison de l’impossibilité de faire remonter la Seine à des navires de gros tonnages, les ports du Havre et de Honfleur obtiennent en 1721 une extension des lettres patentes afin de se substituer à celui de Rouen. Ce dernier restera tout de même impliqué dans la traite des Noirs tout au long du XVIIIe siècle. Tout d'abord par son intéressement financier : en 1754, près d’un tiers des armements du Havre impliqués dans la traite négrière appartient à des négociants rouennais. Ensuite les négociants rouennais fournissent de grande quantité de textile comme « pacotille » (marchandises à échanger contre les esclaves).

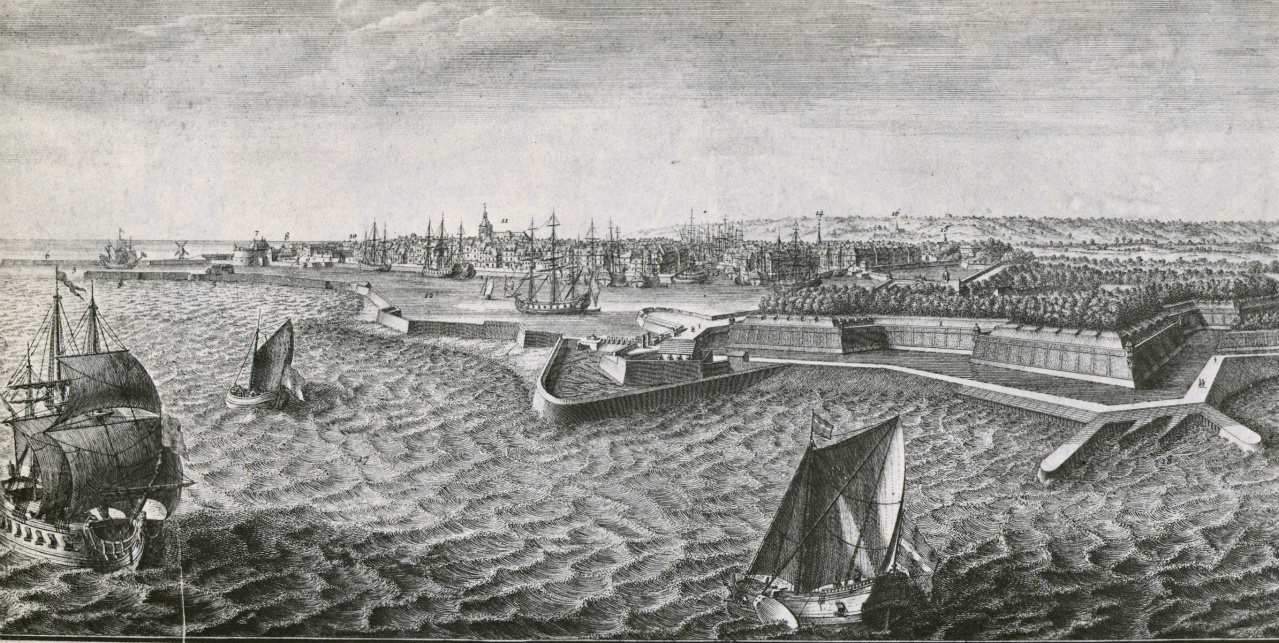
Le Havre en 1740.

Paradoxalement, le port du Havre entre dans une longue période de pratique modérée qui s’explique par la faiblesse des capitaux dont disposent les négociants havrais, qui privilégient le commerce en droiture, nécessitant aussi des vaisseaux moins gros. De 1722 à 1745, on ne compte ainsi qu’une à deux expéditions par an, puis de trois à cinq par an jusqu’en 1763, et de quatre à huit jusqu’en 1773, début de la guerre d’indépendance des États-Unis. Ce ne sera qu’à la fin de cette guerre que les armateurs havrais se lanceront pleinement dans la pratique de la traite.

### Une courte mais très intense décennie (1783-1791)
Plusieurs facteurs vont contribuer au décollage de la traite négrière par les Français dans la deuxième moitié du XVIIIe siècle. D’une part, les droits à acquitter pour l’introduction de Noirs aux Îles sont diminués dans les années 1760, puis supprimés en 1768. D’autre part, en 1784, puis en 1786, le royaume met en place un système d’encouragement financier à la traite. Ainsi tout navire négrier reçoit une prime de 40 livres (400 euros) par tonneau de jauge avant son départ, puis une prime d’un montant de 160 à 200 livres (1 600 à 2 000 euros) pour chaque captif vivant débarqué aux colonies.

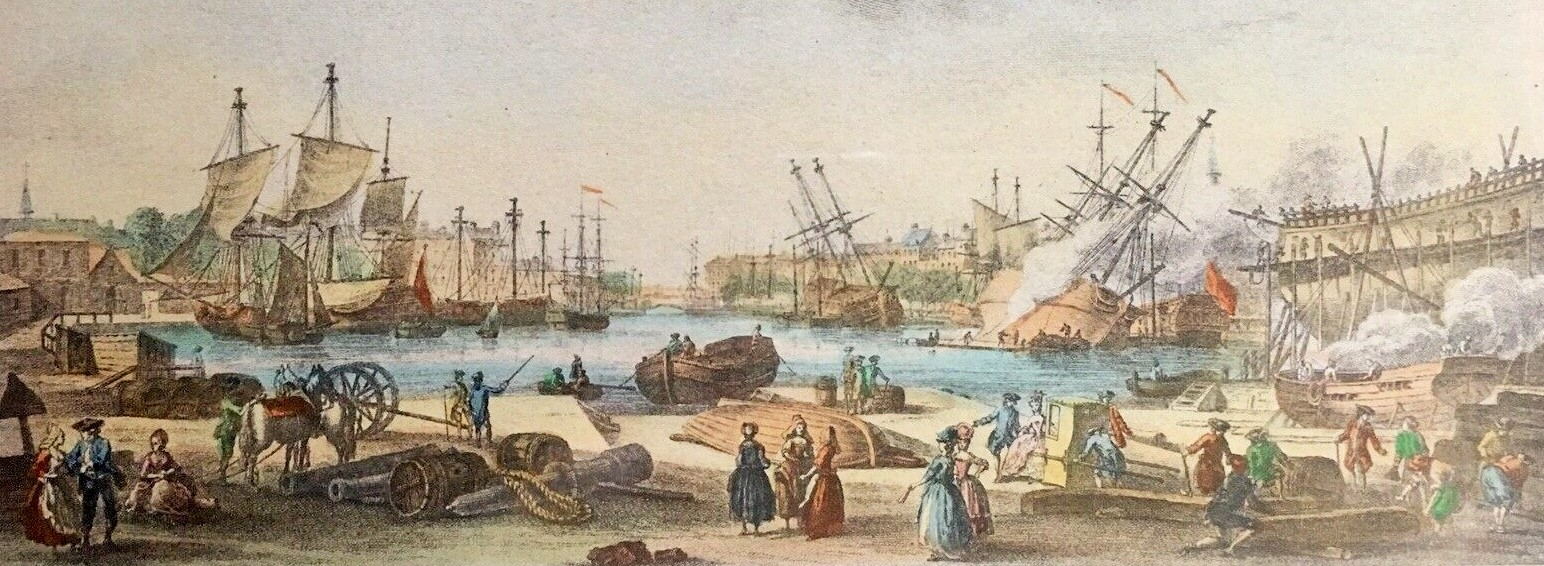
Le bassin du Havre en 1776.

Pour le port du Havre, ce décollage n’arrive qu’à la fin de la guerre d’Amérique en 1783, avec 16 navires armés à la traite cette année-là. Dès lors, c’est à un rythme d’une vingtaine d’expéditions annuelles que les négociants havrais arment pour la traite négrière. Un paroxysme est atteint en 1787 et 1788, les deux années pendant lesquelles on enregistre le record du nombre des expéditions (30 en 1787) puis du nombre des captifs traités (7 500 en 1788). De 1783 à 1791, on comptabilise un total de 191 expéditions négrières parties de la cité océane.

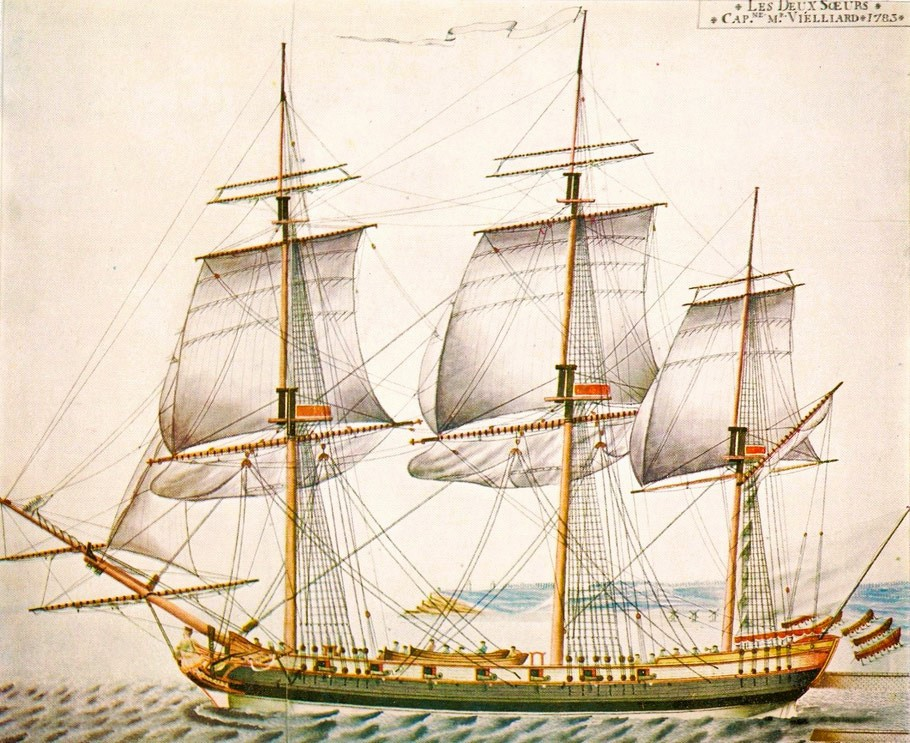
Les Deux Sœurs, navire négrier construit en 1782 à Honfleur pour le compte des armateurs havrais Fauconnier et Beauvoisin.

Cette croissance havraise est aussi facilitée par l’utilisation des réseaux commerciaux des maisons négrières anglaises repliées au Havre. En effet, à partir du milieu des années 1780, Thomas Collow, et surtout Miles Barber (en), négrier à la tête d’un empire de 12 postes de traite en Afrique, décident de s’implanter au Havre pour fuir le lobbying intense de la Société des Amis des Noirs en Angleterre, et dans le but de franciser leurs navires afin de profiter des primes du gouvernement français.
Également, l’essor de la traite havraise s’explique par les effets de la crise de l’industrie cotonnière rouennaise, conséquence du traité de libre-échange de 1786. Celui-ci contraint les Rouennais à réorienter leurs intérêts vers le commerce antillais, dans lequel les armateurs du Havre ont une bonne expérience, notamment grâce à l’implantation déjà ancienne de familles havraise aux Antilles. On peut citer l’exemple des Le Couteulx, grande famille de négociants de Rouen qui, à partir de 1784, investissent massivement dans la traite par le biais de la société en commandite que dirige Jean-Laurent Ruellan. Entre 1785 et 1791, les navires armés par les Le Couteulx atteignent la proportion de 7,5 % des 145 armements négriers havrais recensés durant cette période.
Cet âge d’or du commerce colonial et de la traite havraise prend brutalement fin avec la perte de la « perle des Antilles », la colonie de Saint-Domingue (actuelle Haïti), à la suite de la révolte des esclaves en 1791.

### La période révolutionnaire (1791-1815)
À la suite du déclenchement de la Révolution française en 1789, se pose la question de l’abolition de l’esclavage. Pour les milieux négriers, cela représente une menace fatale pour leur commerce, qu’il faut à tout prix endiguer. Un intense lobbying se fait alors de la part des députés havrais et rouennais au sein du Comité colonial, avec une répartition précise des tâches. À Pierre-Nicolas De Fontenay, député rouennais affecté aux affaires coloniales, la tâche de défendre l’Exclusif (monopole commercial avec les colonies) ; aux Havrais, réunis derrière Jacques-François Bégouën de Meaux, celle de défendre la traite. Cette alliance des ports de Basse-Seine est approuvée par le Rouennais Thouret, président du Comité colonial. Leur lobbying efficace entraîne l’adoption du décret du 8 mars 1791, qui écarta le spectre d’une extension des droits de l’homme aux gens de couleur.
Toutefois, malgré cette victoire législative, la traite négrière depuis Le Havre, comme depuis tous les autres ports négriers français, s’interrompt brusquement grâce à la révolte des esclaves à Saint-Domingue en 1791. En effet, l’hyper-concentration des intérêts havrais sur cette île, notamment dans la ville de Cap-Français, explique la dépendance du port envers la « perle des Antilles ». Trois ans plus tard, cette révolte amène la Convention, alors dirigée par la Montagnards, à accorder la liberté générale à tous les Noirs et métis des colonies. Huit ans plus tard, le rétablissement de l’esclavage et de la traite par Napoléon en 1802 ne permet pas de rétablir la domination française sur Saint-Domingue, qui déclare son indépendance en 1804. Les maisons de négoces traditionnelles du Havre arrêtent alors définitivement toute activité négrière. La traite ne reprendra depuis Le Havre qu’à partir de la chute de l’Empire en 1815, et sera le fait d’autres armateurs, récemment installés dans ce port.

### Dernières expéditions dans l’illégalité (1815 - 1840)

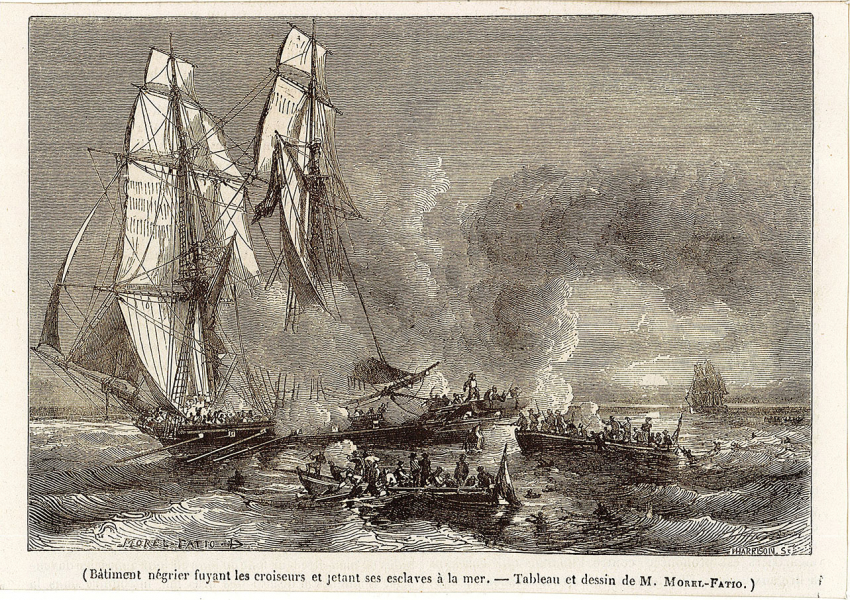
Navire négrier fuyant les croiseurs et jetant ses esclaves à la mer, 1844.

Le 8 février 1815, lors du Congrès de Vienne, les puissances européennes opposées à Napoléon déclarent l’interdiction de la traite des Noirs. En réponse à cette décision, l’Empereur décrète à son tour l’abolition de la traite, tout en maintenant l’esclavage. C’est donc dans l’illégalité juridique que va reprendre la traite négrière depuis Le Havre. La Guadeloupe, la Martinique et à un degré moindre Cuba remplacent désormais Saint-Domingue parmi les sites de vente d’esclaves de 1815 à 1822. Le Brésil et la Guyane font irruption en 1823. Profitant du développement de la filière du coton, le Haut négoce havrais se détourne de la traite. Seuls des négociants fraîchement installés dans le port, et dont les fortunes ont été empêchées par la Révolution, se lancent occasionnellement dans ce commerce. Cette activité fera du Havre l'un des principaux ports de la traite illégale et on compte ainsi 40 expéditions furent armées au Havre de  1815 à 1824. Également, parmi les dix derniers navires négriers dont les propriétaires sont connus, six étaient Havrais. Enfin, le dernier bateau négrier français, nommé Le Philanthrope, appartient au négociant et futur maire du Havre, Jules Masurier. Son navire sera intercepté en 1840 avant d’atteindre sa destination de Montevideo.

## Profils du milieu négrier havrais

### Des négriers minoritaires mais puissants
Une tiers seulement des maisons coloniales havraises (83 sur 248) ont pratiqué le commerce triangulaire. La moitié d’entre eux sont de petits armateurs qui s’engagent seulement pour une ou deux expéditions. Six maisons négrières havraises concentrent, avec les Compagnies du Sénégal et des Indes, près de 60% du nombre des expéditions.

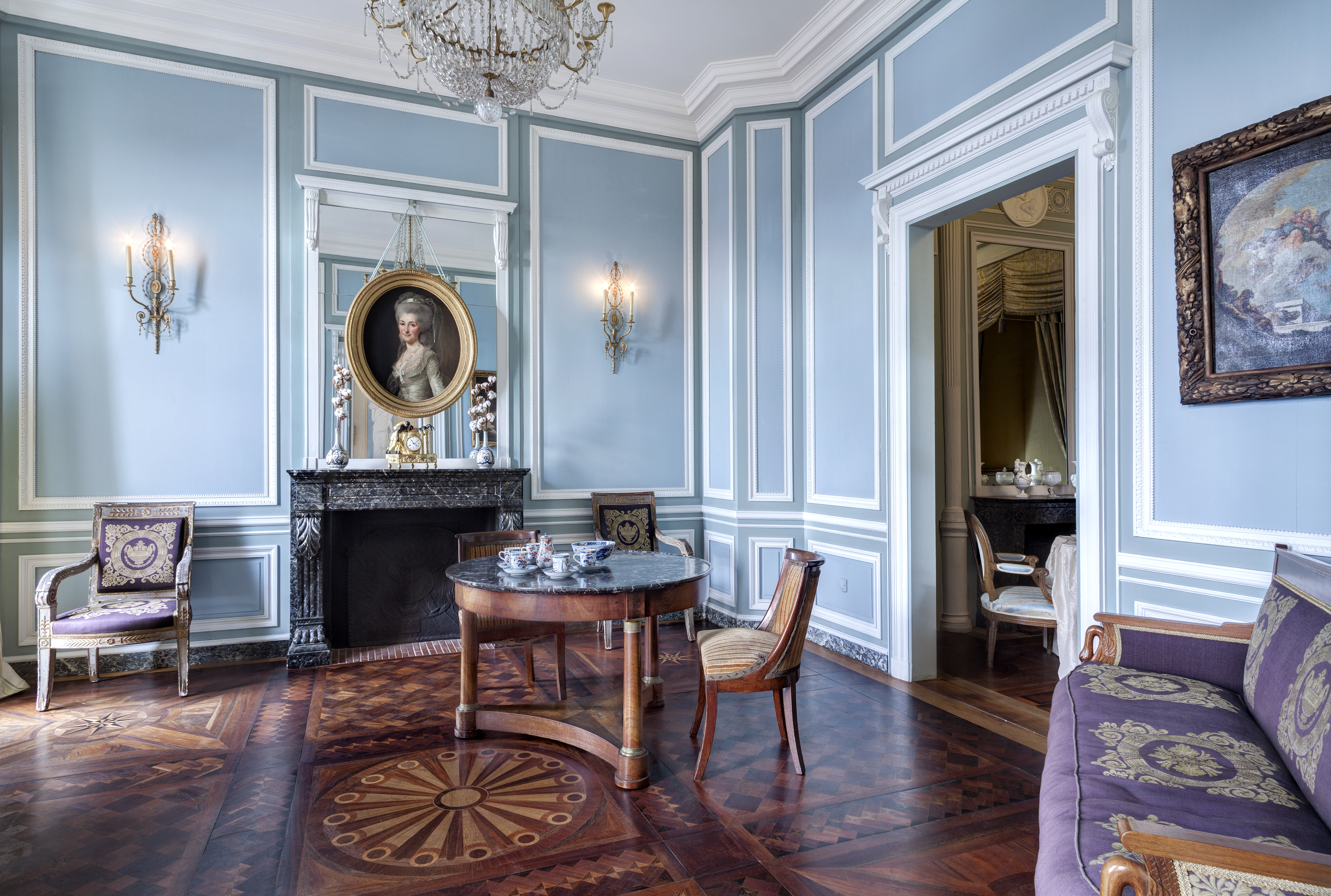
Intérieur de la Maison de l'armateur, propriété de la famille Foäche, la plus impliquée dans la traite négrière havraise.

Malgré son poids relatif dans leurs investissements commerciaux, la traite des Noirs permet aux maisons havraises de se consolider, en raison des compétences et réseaux qu’elle requiert. Elles sont aidées en cela par l’installation précoce de familles havraises, dans les plantations de sucre à Saint-Domingue, dès 1706, et de café en Martinique, dès 1730. Cette consolidation sera l’occasion pour le négoce havrais de s’émanciper de sa tutelle rouennaise.
Cette solidité financière et commerciale confère aux négriers une forte influence dans la société havraise. S’ils sont relativement peu nombreux, ces armateurs représentent le groupe dominant au sein du Comité des négociants. Parmi les 43 membres élus entre 1753 et 1791, 31 ont pratiqué directement la traite. On note également une forte représentation au sein de l’échevinat (conseil municipal).

### Des négriers majoritairement catholiques
Dans une ville qui reste marquée par l’influence de la Contre-Réforme, la traite y est largement le fait de familles catholiques, dont les plus éminents sont les Foäche et les Bégouën-Demeaux. Contrairement aux autres ports négriers français, on compte relativement peu de figures importantes du protestantisme dans les milieux intéressés à la traite. Du côté des huguenots, on ne trouve que les Havrais Féray et Mouchel, les Dieppois Chauvel et les Caennais Houël. Également on notera la présence des négriers britanniques Miles Barber (en) et Thomas Collow, repliés au Havre à partir de 1785, en raison de la vigueur de campagne des abolitionnistes en Angleterre, et pour profiter des primes d’encouragement à la traite fournies par le royaume de France.

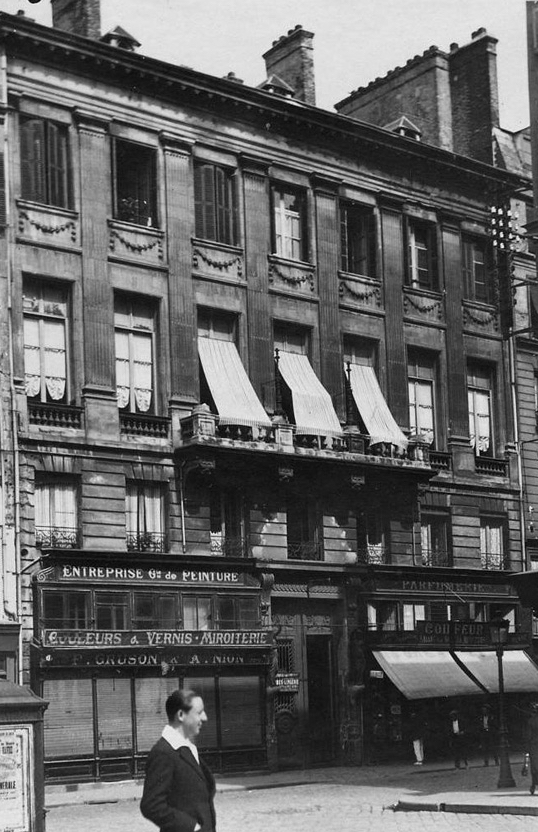
Ancien hôtel particulier des Homberg (détruit en 1944).

De même on ne compte que très peu d’armateurs juifs ou d’origine juive, à la différence de Bordeaux où ils étaient très représentés par les séfarades de la nation portugaise. Au Havre, les Homberg, ashkénazes d’origine allemande, sont pendant longtemps les seuls juifs de la ville, avant de se convertir au catholicisme en 1785. Ils ne se sont livrés directement au commerce triangulaire qu’à partir de 1783, même s’il est possible qu’ils aient pris des participations financières dans des armements négriers antérieurs. Au minimum, les Homberg ont monté six expéditions de traite au nom de la Société Veuve Homberg et fils entre 1783 et 1789, représentant un total de 3 472 captifs déportés. Parmi ces navires se trouve l’Atlas, le plus grand des navires armés au Havre pour la traite négrière. Avec la Révolution, les révoltes des Noirs à Saint-Domingue, et l’abolition de 1794, les Homberg déclarent une perte de 2 millions de livres (20 millions d’euros). Après l’interdiction de la traite en 1815, la maison Homberg continue de s’impliquer dans la traite, depuis le port de Nantes, avec le navire l’Édouard.

### Planteurs et colons esclavagistes

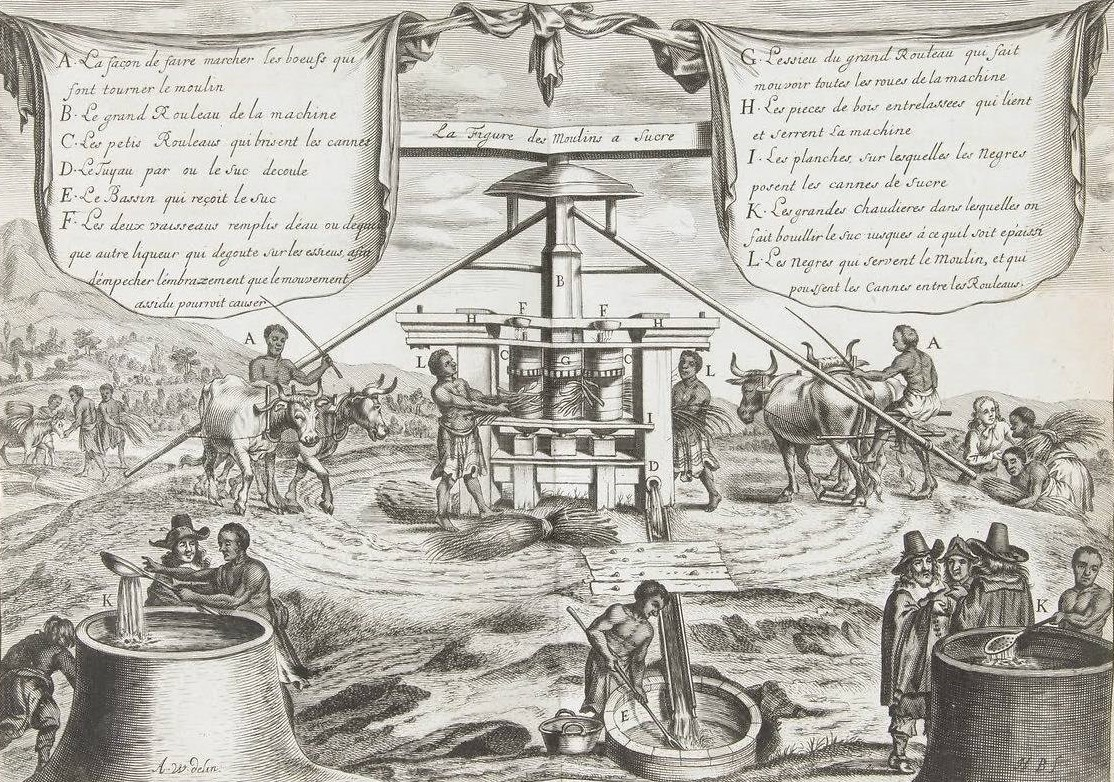
Travail des esclaves dans un moulin à sucre, 1681.

Plusieurs familles havraises se sont implantées, dès le début du XVIIIe siècle, dans les colonies françaises de Saint-Domingue et de Martinique. Certaines possèdent habitations (plantations) et esclaves, comme c’est le cas pour la famille Foäche. Cette dernière, comme la famille Bégouën-Demeaux, a compris précocement l’intérêt de se situer aux deux extrémités du circuit commercial colonial. Quelques autres maisons havraises peu nombreuses leur emboîtent ensuite le pas (Homberg, Delonguemare-Delasalle, Millot...).
La famille Boivin fournit un autre exemple du lien entre négociants, armateurs et planteurs. Négociants, originaires du Pays de Caux, des membres de la famille s’établissent en Guadeloupe au milieu du XVIIe siècle et créent une plantation qui durera près de 200 ans. La famille Boivin s’allie en 1854 aux Colombel, dynastie de capitaines de navires installée au Havre depuis un siècle. La société Colombel pratique le commerce "en droiture" mais a également mené trois expéditions de traite entre 1789 et 1791.

### Une société havraise imprégnée des idées esclavagistes
Que ce soit dans la presse locale, ou dans des témoignages de particuliers, il semble que les idées esclavagistes étaient très répandues au sein des sociétés havraise et rouennaise, alignées sur celles des armateurs négriers.
Au Havre, le Journal du commerce est en effet dirigé par Le Picquierre, un journaliste qui se fait le chantre des positions esclavagistes, tandis que le Journal de Rouen, via les annonces et les « Variétés », devient l’espace médiatique destiné à exposer les thèses esclavagistes fondées sur l’idée de l’infériorité esthétique et morale des Noirs.

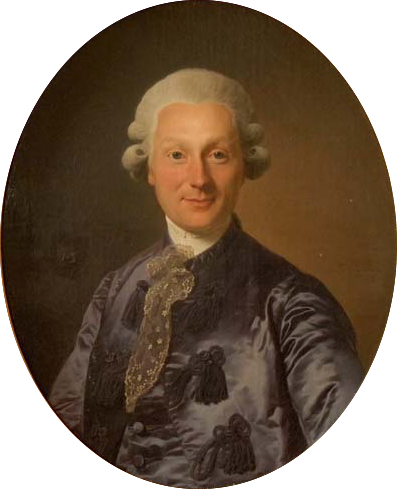
Jacques-François Bégouën, influent armateur négrier.

Du côté des particuliers, le journal personnel de François-Toussaint Bonvoisin, mercier pourtant étranger à la traire, est un document révélateur de cette diffusion des idées esclavagistes. Son Précis de la Révolution relativement à Louis 16. Respec du aux Rois et aux puissances, est un long récit (4 000 pages) qu’il fait de la Révolution, vécue comme un traumatisme. Il y témoigne notamment de l’angoisse que génère au Havre la peur de perdre la colonie de Saint-Domingue. Bonvoisin insiste aussi sur la « collusion des mulâtres et des esclaves » qui est l’argument des négriers havrais pour refuser toute idée d’une extension des droits de l’homme aux libres de couleur au printemps 1791. Il dénonce avec véhémence « le négrophile Brissot », qui porte selon lui la responsabilité de la crise à Saint-Domingue. Lors du rétablissement de l'esclavage par Bonaparte en 1802, il fait cette remarque : « après le mal, le remède ».
Le document montre également l’estime considérable que portent les Havrais aux figures de proue de la traite que sont Jacques-François Bégouën, le maire conservateur Jacques-Ambroise Rialle, l’Irlandais Corneille Donovan et le britannique Thomas Collow.
Cette «négrophobie » de la place portuaire havraise est d’ailleurs, à la fin du XVIIIe siècle, une donne culturelle dont ont conscience les étrangers. Elle participe au choix de Havre comme lieu de repli pour les négriers anglais, gênés par la pression grandissante en Angleterre de la Société des Amis de Noirs.

### L’exception des franc-maçonneries havraise et rouennaise
Si la franc-maçonnerie en France sera fortement influencée par les idées anti-esclavagistes, portées notamment par la Société des Amis des Noirs, celle des milieux coloniaux et des ports négriers, en particulier au Havre et à Rouen, connaît un mouvement inverse, en contradiction avec les valeurs cardinales auxquelles se réfèrent les maçons. La Fidélité, loge la plus réputée du Havre, ouvre ses portes à une vingtaine d’armateurs négriers et confie même sa direction à des hommes qui, comme le commis de négociant Jean-Baptiste Allegre, figurent parmi les plus impliqués dans la traite. Elle participe également activement à la régulation de la vie des loges antillaises, une politique nécessaire pour faire cesser la demande initiatique qu’expriment les Libres de couleur.
À Rouen la sensibilité des élites locales est identique, et c’est d'abord au sein de l’Académie, qu’émergent, derrière le médecin Claude-Nicolas Le Cat, des positions esclavagistes. En 1751, le naturaliste Alexandre-Guy Pingré soumet un texte, Sur la Couleur des Nègres, au jugement des membres de l’Académie de Rouen, dans lequel s’expriment clairement les préjugés de l’anthropologie des Lumières. Les loges maçonniques rouennaises, fortement ouverte au négoce, sont également sensibles à ces idées. Au sein de La Céleste Amitié, se trouvent par exemple les négociants de Rouen les plus intéressés par la traite : les Lanel, les Asselin et les Le Couteulx.

### Fête de l’abolition du 20 Ventôse an II

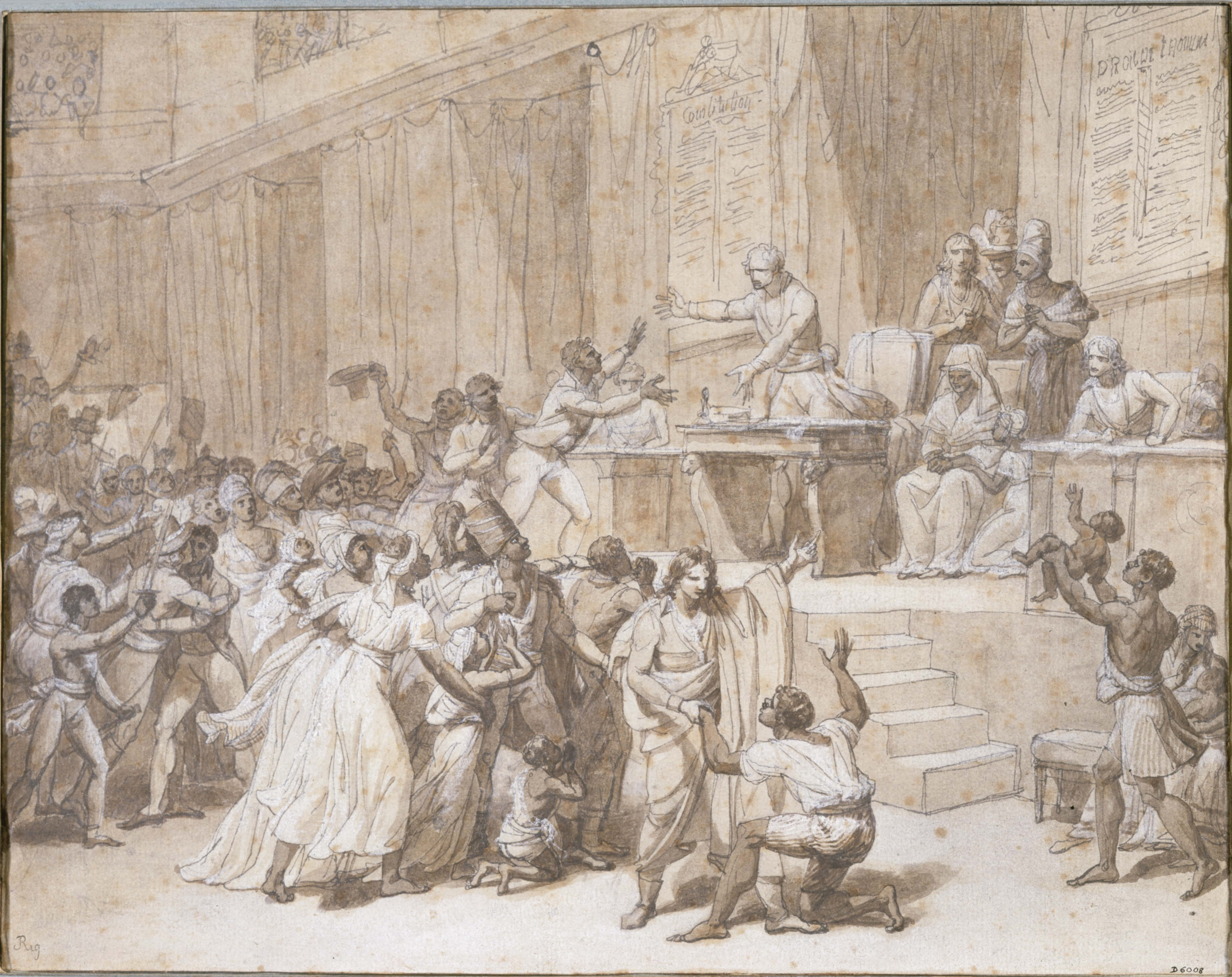
Les Noirs et métis libres demandent l'abolition de l'esclavage à la Convention, 1794.

Comme pour expier ce soutien actif à l’esclavagisme de la part de la société Havraise, une très grande Fête de l’abolition est organisée au Havre-Marat le 20 ventôse an II (10 mars 1794), dans la foulée du vote du décret d’abolition par la Convention montagnarde. En présence de quelques citoyens de couleur, et après lecture du décret, un discours humaniste est tenu : 
« Après la lecture du décret du 16 pluviôse, la déesse a tendu les bras à nos frères de couleur et leur a donné le baiser fraternel. Les membres du Conseil général les ont accueillis avec les transports d'une joie vraiment républicaine et au milieu des cris sans cesse répétés de Vive la Liberté. Vive l'Égalité. Vive la Montagne ! » 
Huit ans plus tard, le système esclavagiste sera rétabli par Bonaparte.

## Les abolitionnistes normands
Si les élites commerçantes étaient unanimement favorable au maintien de la traite, de nombreux Normands ont été très actifs dans le débat sur l’abolition de l’esclavage.

### Jacques François Dicquemare (1733-1789)
Jacques François Dicquemare, abbé catholique et également astronome et naturaliste, est une des rares personnalités havraises à condamner l'esclavage au XVIIIe siècle et dénoncer ceux qui en tirent profit : « des hommes sans principes, sans éducation, sans lumières, qui poussés par leur seul désir de s’enrichir, en passant dans nos colonies cherchent à se persuader que les nègres ne sont pas des hommes comme eux, et qu’ils ne leur accordent qu’un degré de sensibilité physique et moral très médiocre que tous les vices accompagnent ».

### Marie Le Masson Le Golft (1749-1826)
Nièce de l’abbé Dicquemare, née au Havre et morte à Rouen, Marie Le Masson Le Golft a secondé son oncle dans ses travaux scientifiques. Pour elle, la condition des Noirs est le symbole spectaculaire de la disgrâce sociale telle qu'elle touche, en France, les femmes et les pauvres.

### Bernardin de Saint-Pierre (1737-1814)

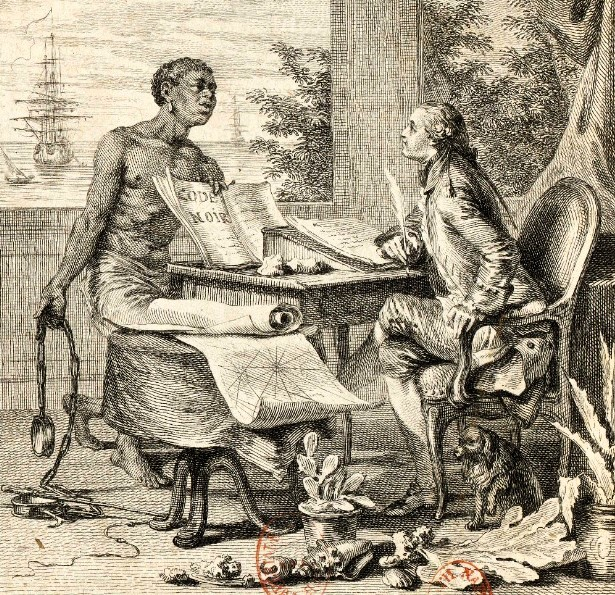
Bernardin de Saint-Pierre - Voyage à l'Isle de France (Île Maurice), 1773.

Jacques-Henri Bernardin de Saint-Pierre, auteur du roman Paul et Virginie, s’oppose frontalement et sans ambiguïté à l’esclavage et au racisme, au nom de la fraternité entre tous les hommes. En 1773, à l’apogée de la traite française, il publie, sous forme de lettres, son Voyage à l’Île-de-France, à l’Île Bourbon, au cap de Bonne-Espérance, par un officier du roi. La Lettre XII est un virulent réquisitoire contre l’esclavage et le colonialisme, en fustigeant, sans les nommer, ses contemporains philosophes : Montesquieu, Voltaire, Rousseau :
« Je suis fâché que des philosophes qui combattent les abus avec tant de courage n’aient guère parlé de l’esclavage des noirs que pour en plaisanter. Ils se détournent au loin ; ils parlent de la Saint-Barthélemy, du massacre des Mexicains par les Espagnols, comme si ce crime n’était pas celui de nos jours, et auquel la moitié de l’Europe prend part. Y a-t-il plus de mal à tuer d’un coup des gens qui n’ont pas nos opinions, qu’à faire le tourment d’une nation à qui nous devons nos délices ? Ces belles couleurs de rose et de feu dont s’habillent nos dames ; le coton dont elles ouatent leurs jupes ; le sucre, le café, le chocolat de leurs déjeuners, le rouge dont elles relèvent leur blancheur : la main des malheureux noirs a préparé tout cela pour elles. Femmes sensibles, vous pleurez aux tragédies, et ce qui sert à vos plaisirs est mouillé de pleurs et teint du sang des hommes. » 
En 1775 il rédige Empsael et Zoraïde, une pièce de théâtre où il choisit d’inverser la situation qui prévalait à son époque : les Africains sont les maîtres, les Européens les esclaves. Elle ne sera jamais jouée, et ce n'est qu'en 1904 qu'elle sera publiée.

### Charles-Guillaume Garnot (1766-1820)
Ce Havrais fut négociant à Saint-Domingue, puis banquier à Paris. En 1790, il publie une brochure intitulée  Aperçu philosophique et politique sur l'esclavage de nègres des colonies françaises, et il la signe : « Un ami de l'humanité ». Dedans il montre clairement ses sympathies pour les idées de la Société des amis des Noirs.

### Édouard Corbière (1793-1875)
Édouard Corbière est un capitaine au long cours, devenu journaliste et écrivain. Même s’il défend les intérêts du commerce maritime et des colonies, il publie en 1823, dans le journal rouennais La Nacelle, un Précis sur la traite des Noirs. Il la dénonce comme « la plus affreuse violation du droit des gens et le trafic le plus humiliant pour l’espèce humaine ».
En 1832, alors rédacteur en chef du Journal du Havre, il publie un roman, Le Négrier, dans lequel il décrit la réalité des expéditions de traite.

### Guillaume de Félice (1803-1871)
Guillaume de Félice, pasteur protestant affecté à Bolbec en 1828, fut très engagé contre l'esclavagisme dans les années 1830. Membre actif de la Société française pour l’Abolition de l’esclavage, il est l’auteur d’une œuvre de premier plan, Émancipation immédiate et complète des esclaves. Appel aux abolitionnistes (1846) dans laquelle, à l’exemple des abolitionnistes anglais, il milite pour une abolition immédiate et pour la mobilisation de l’opinion publique.

### Alexis de Tocqueville (1805-1859)
Alexis de Tocqueville est le plus connu des abolitionnistes normand. Ce député de Valognes (Manche) milita pour une abolition immédiate de l'esclavage dans toutes les colonies.

### L’anonyme du Cahier de doléances de 1789
Une Normande, anonyme, a déposé en 1789 une émouvante réclamation dans un Cahier de doléances et réclamations des femmes. Elle y fait un parallèle entre la condition des esclaves et celle du peuple : « Il est, dit-on, question d'accorder aux nègres leur affranchissement ; le peuple, presque aussi esclave qu'eux, va rentrer dans ses droits : c'est à la philosophie qui éclaire la nation, à qui on sera redevable. De ces bienfaits ; serait-il possible qu'elle fût muette à notre égard ? ».

### Théodore Géricault
Le peintre rouennais Théodore Géricault (1791-1824), a exprimé dans ses œuvres ses opinions sur la question de l'esclavage. Son célèbre tableau Le Radeau de la Méduse, arbore un personnage principal métisse que l’on voit de dos, symbole d’un désir de liberté et critique de la traite négrière. L'homme qui a servi de modèle s'appelle Joseph, et venait de Saint-Domingue. De même, le peintre avait prévu de réaliser un autre grand tableau politique, resté à l'état d'esquisse, La traite des Noirs sur un marché d'esclaves au Sénégal.

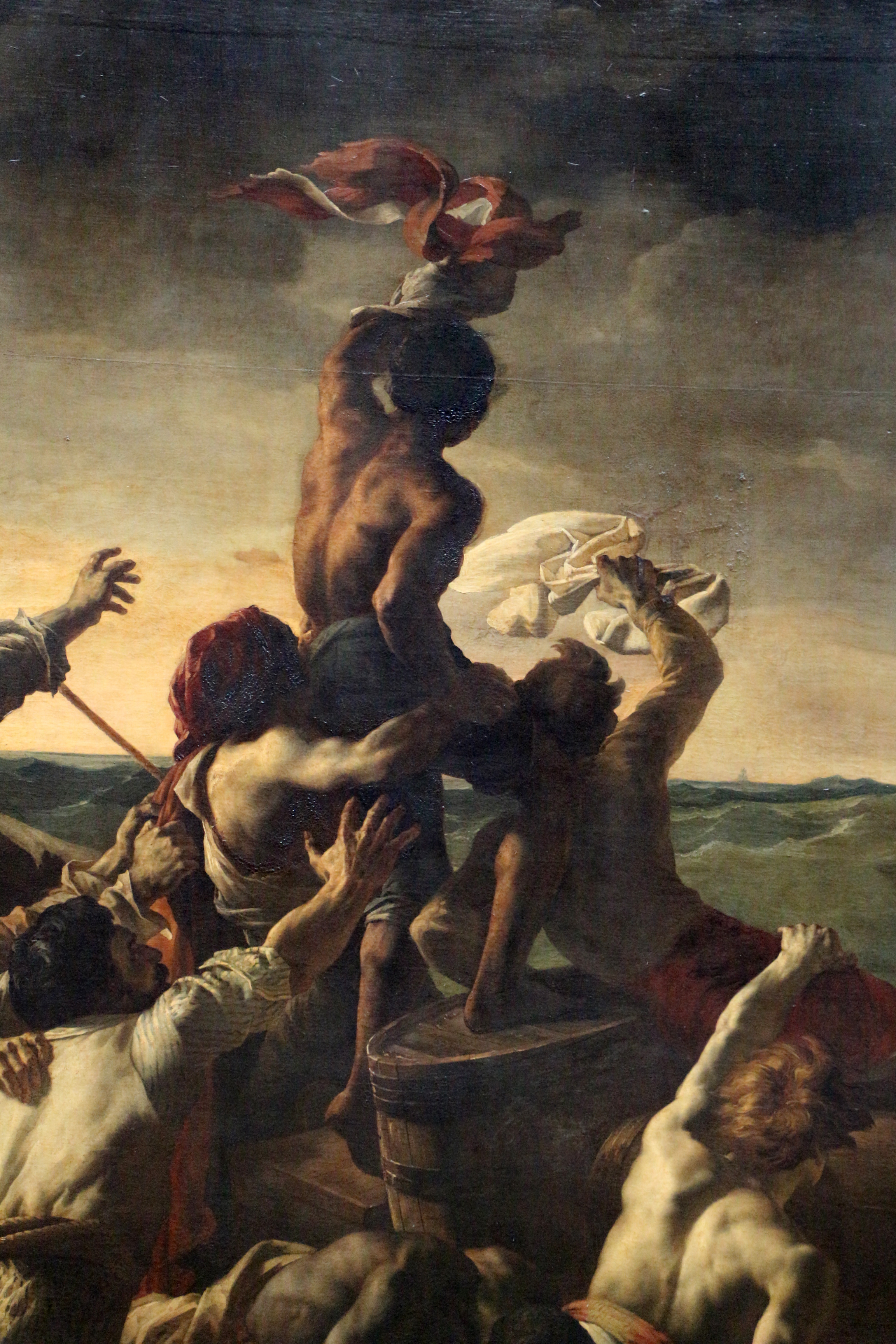
Détail du Radeau de la Méduse (1818-1819) montrant l'homme noir au sommet de l'embarcation.
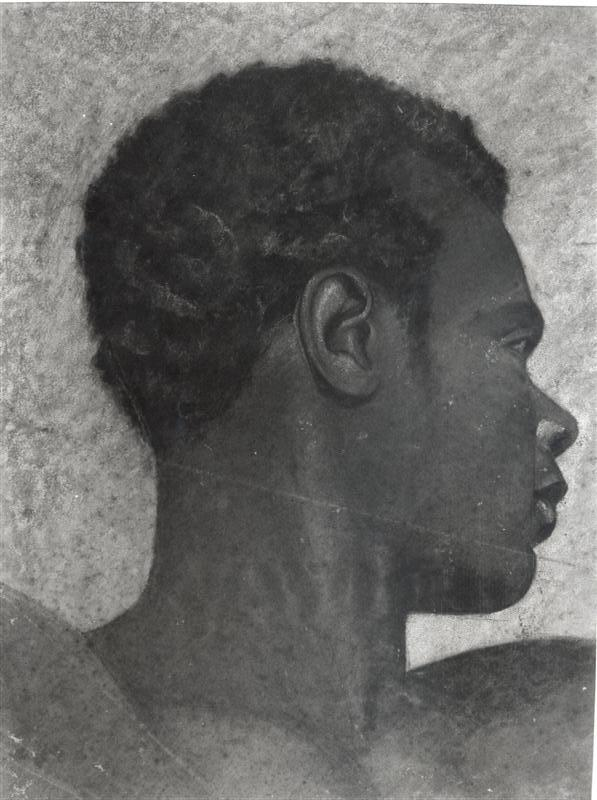
Étude pour le Radeau de la Méduse (1818).
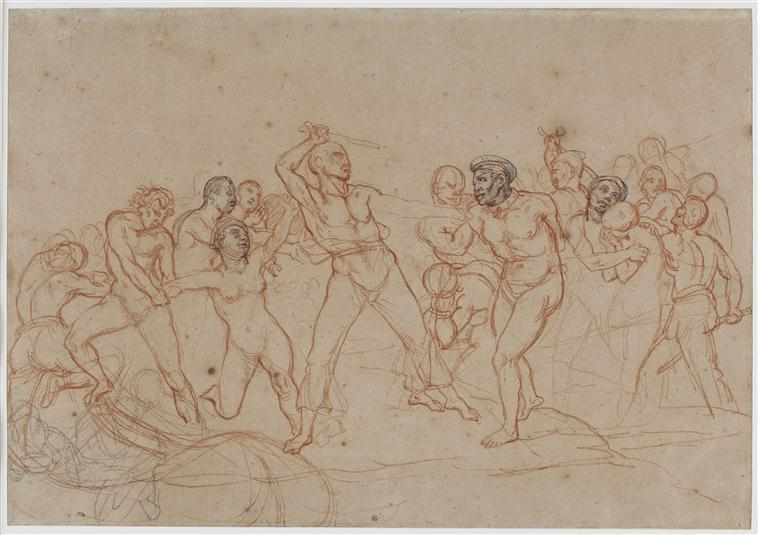
Esquisse de La traite des Noirs sur un marché d'esclaves au Sénégal (entre 1820 et 1823).

## Présence noire au Havre
Même si elle reste plus modeste que dans d’autres ports négriers, et notamment à Bordeaux, les recherches historiques ont montré l’existence d’une présence noire au Havre et même à Rouen. Le plus souvent il s’agit d’esclaves utilisés comme domestiques par les riches familles, ou bien envoyés en métropole par les colons des Îles, en vue de se former à certains métiers. On parle parfois de « migrants forcés » pour les désigner.

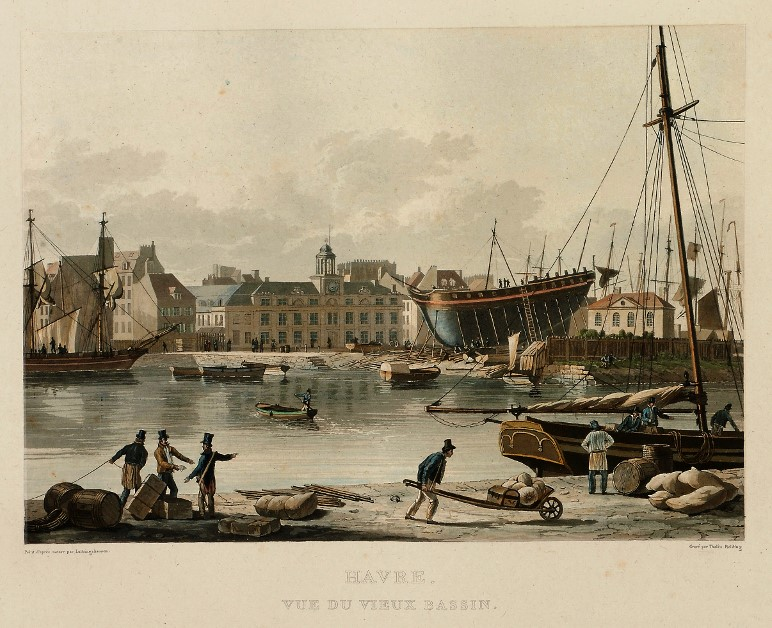
L'Arsenal du Havre vers 1820, qui a fait office de « dépôt des noirs ».

Juridiquement la présence d’esclaves sur le sol de France (métropolitaine) est interdite depuis l’Édit de 1315, pour qui « le sol de la France affranchit l'esclave qui le touche ». Ce droit ancien, confirmé par le Code noir de 1685, gêne les esclavagistes et, pour soulager leur inquiétude, l'édit de 1716, puis la loi de 1738, permettent de retirer l’obtention de la liberté automatique. Elle entraîne la mise en place de la « police des noirs » par Sartine, interdisant l’accès des Noirs sur le territoire, et les concentrant dans des « dépôts des noirs », où ils étaient enfermés au frais de leurs maîtres avant leurs retours forcés aux îles. Celui du Havre était situé dans la prison de l’Arsenal, et celui de Rouen se trouvait dans la prison de la Conciergerie du Palais. Dans un rapport de 1784, le procureur de l’amirauté Le Prevost-Tournion déplore le surpeuplement dans le dépôt de Noirs du Havre, et regrette la proximité induite des Noirs des deux sexes avec les prisonniers militaires.
Au sein de cette présence antillaise et africaine se trouvent aussi des exceptions, et certains migrants forcés connaîtront une relative ascension sociale. Les parcours de Louis Kaincouta et Romain Panjou en sont deux exemples. Le premier, arrivé à l’âge de 10 ans depuis Port-au-Prince, sera le serviteur du négociant Legrand, l’accompagnant dans ses fréquents séjours parisiens. Il se marie en 1792 à la fille d’un marchand de bois, puis devient maître perruquier. Citoyen actif et garde national, il finit en rentier sous la Restauration. Romain Panjou quant à lui, se présente comme affranchi depuis 1770 lors d’une déclaration qu’il doit faire le 3 décembre 1777 au tribunal de l’Amirauté de Rouen. On y apprend aussi qu’il est devenu maître de la corporation des « basdestamiers » (faiseurs de bas de soie).

## Mémoire de la traite au Havre

### Recherches historiques
Amorcée par Jean Legoy dans le cadre de son histoire générale du Havre dans les années 1970, l’étude de la traite havraise a été l’objet depuis les années 1980 d’une intense activité de recherche impulsée dans les universités normandes (Caen, Rouen, Le Havre). Les expéditions havraises, les armateurs et les capitaines intéressés par ce commerce sont connus de longue date grâce notamment aux travaux de Jean Mettas et de Serge Daget (plusieurs répertoires listant les expéditions négrières française). Ensuite ce sont les chercheurs Édouard Delobette et Éric Saunier, tous deux docteurs en histoire moderne, qui ont produit de nombreuses publications sur le sujet. Enfin, de nombreux étudiants des universités normandes choisissent cette thématique pour leur mémoire de maîtrise.

### Reconnaissance officielle tardive

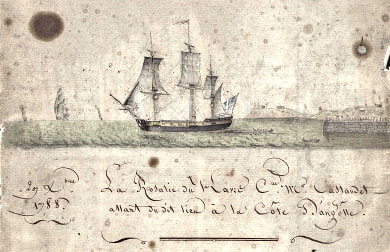
Le navire négrier La Rosalie lors de son départ du Havre en 1788 à destination de la Côte d'Angole.

Selon l’historien Éric Saunier, maître de conférences en Histoire Moderne à l’Université Le Havre Normandie, ce passé souffre d’un déficit de reconnaissance, malgré une connaissance déjà ancienne de l’ensemble des expéditions négrières parties du Havre. Dans son livre Le Havre, port négrier : de la défense de l’esclavage à l’oubli, il exprime une tendance à l’occultation de cette histoire : « En dépit de l’importance de la traite havraise au XVIIIe siècle, en dépit d’une connaissance ancienne de l’ensemble des expéditions négrières parties du Havre-de-Grâce, en dépit de la participation active des armateurs havrais à la traite illégale, en dépit de l’implication directe d’une population d’au bas mot 300 capitaines et négociants aisément identifiables grâce aux apports des travaux conduits au sein des universités du Havre et de Caen, en dépit surtout du rôle primordial que joua le lobby négrier havrais et sa figure de proue Jacques-François Bégouën de Meaux pour faire adopter le décret du 8 mars 1791 qui écarta le spectre d’une extension des droits de l’homme aux gens de couleur, l’attitude de tous les acteurs se caractérise par la même propension à taire l’importance de la traite havraise dont l’histoire recouvre pourtant toute celle du commerce triangulaire entre l’impulsion colbertiste et les années les plus avancées de la traite illégale. » Plusieurs raisons expliquent selon lui ce retard par rapport à d’autres ports négriers. Tout d’abord, les traces physiques ont été détruites par le bombardement de 1944, tandis qu’à Nantes et Bordeaux, cette histoire peut encore se lire dans la pierre. Ensuite, la forte endogamie géographique des armateurs négriers havrais a fait que cette histoire s’est moins sue en dehors de la cité. Enfin, la traite en Normandie n’était pas que l’exclusivité du Havre, mais concernait aussi Rouen qui obtient le commerce vers les Antilles en 1716, Le Havre et Honfleur n’étant que les avant-ports.

### Associations

#### Les Routes du Philanthrope
En 2007, le Réunionnais Gilles Gauvin et le Havrais Éric Saunier, tous deux docteurs en histoire, fondent l’association Les Routes du Philanthrope. Basée à Cléon, elle a pour objectifs de promouvoir l'histoire de la traite négrière, de l'esclavage et de leur abolition en Normandie. Pour cela, elle cherche à ancrer cette connaissance historique dans des lieux de mémoire de Normandie, et à mieux faire connaître les cultures des sociétés nées de l'esclavage et de la traite négrière.
L’association Les Routes du Philanthrope monte notamment des expositions et édite des brochures, parmi lesquelles La Revue du Philanthrope (publication annuelle aux Presses universitaires de Rouen et du Havre).
Le nom de l’association fait référence au tout dernier navire négrier français, Le Philanthrope, parti du Havre en 1840, et armé par le futur maire de la ville Jules Masurier.

#### Mémoires & Partages
Fondée à Bordeaux en 1998 par l’essayiste franco-sénégalais Karfa Diallo, l’association Mémoires & Partages milite pour la reconnaissance publique de l’histoire de l’esclavage et de la colonisation, en particulier dans les principaux ports négriers français. Elle œuvre aussi au dialogue entre les associations de la mémoire de l’esclavage et les descendants des familles de négriers. Jean Bégouën, descendant de Jacques-François Bégouën de Meaux, un des plus grands armateurs négriers du Havre, a notamment longtemps été adhérant de l’association jusqu'à sa mort en 2015.

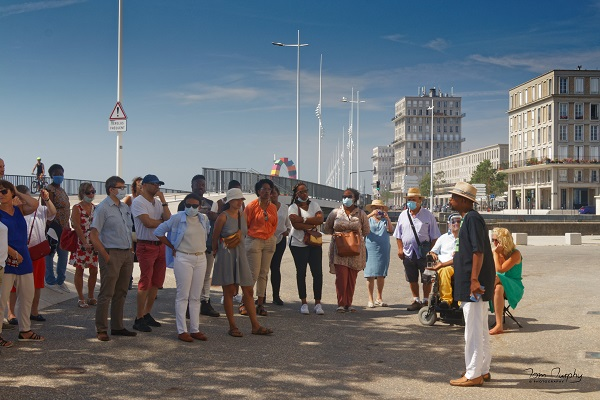
Visite guidée Le Havre négrier, par Karfa Diallo, le 9 août 2020.

En 2009, l’association lance une campagne nationale intitulée « Débaptisons les rues de négriers ? », dont le but est d’ouvrir un débat, dans les ports négriers français, sur les rues, qui par leurs noms, continuent d’honorer des négriers ou des esclavagistes, et donc des criminels au regard de la Loi du 10 mai 2001 tendant à la reconnaissance de la traite et de l'esclavage en tant que crimes contre l'humanité. Malgré le titre provocateur de la campagne, l’association milite plutôt en faveur du maintien des traces de cette histoire, et propose de les accompagner de plaques explicatives. Elle finira par obtenir gain de cause à Bordeaux en 2019, à La Rochelle en 2021, et à Nantes en 2023. La ville du Havre quant à elle, a longtemps refusé toute intervention sur les noms de rues problématiques, estimant que l’attribution du nom de Victor Schœlcher à une rue du Havre en 2003 est suffisante. Puis, en 2023, elle accède finalement à la demande de l'association Mémoire & Partages. L'année suivante, le 6 mai 2024, la ville procède à l'installation de dix plaques explicatives, cinq dans des rues de négriers, et cinq dans des rues d'abolitionistes,.
En août 2020, Karfa Diallo lance une visite guidée, Le Havre négrier, parcours mémoriel en six étapes, correspondant à six lieux emblématiques de la ville, pour aborder ce passé douloureux. Dans le même temps, l’association a ouvert une antenne au Havre, avec pour présidente Anaïs Gernidos, membre active de la communauté afro-caribéenne de la cité.

### Archives municipales du Havre
Le 10 mai 2019, à l'occasion de la Journée commémorative du souvenir de l'esclavage et de son abolition, les archives municipales de la ville du Havre ont mis en ligne une plate-forme numérique enrichie de documents provenant de fonds patrimoniaux de la bibliothèque Armand-Salacrou et des musées d’art et d’histoire de la ville. Cette plate-forme numérique s’accompagne de la publication d’un nouveau livret pédagogique intitulé Le Havre, port négrier (XVIIIe - XIXe siècle).

## Traces dans la ville
Contrairement à Nantes ou Bordeaux, où cette histoire peut se lire sur les façades des immeubles, au Havre le bombardement de septembre 1944 a effacé presque toutes les traces visuelles. Il reste principalement la Maison de l’armateur, des noms de lieux liées à l'histoire de la traite et de l'esclavage, et une plaque commémorative.

### Maison de l’Armateur

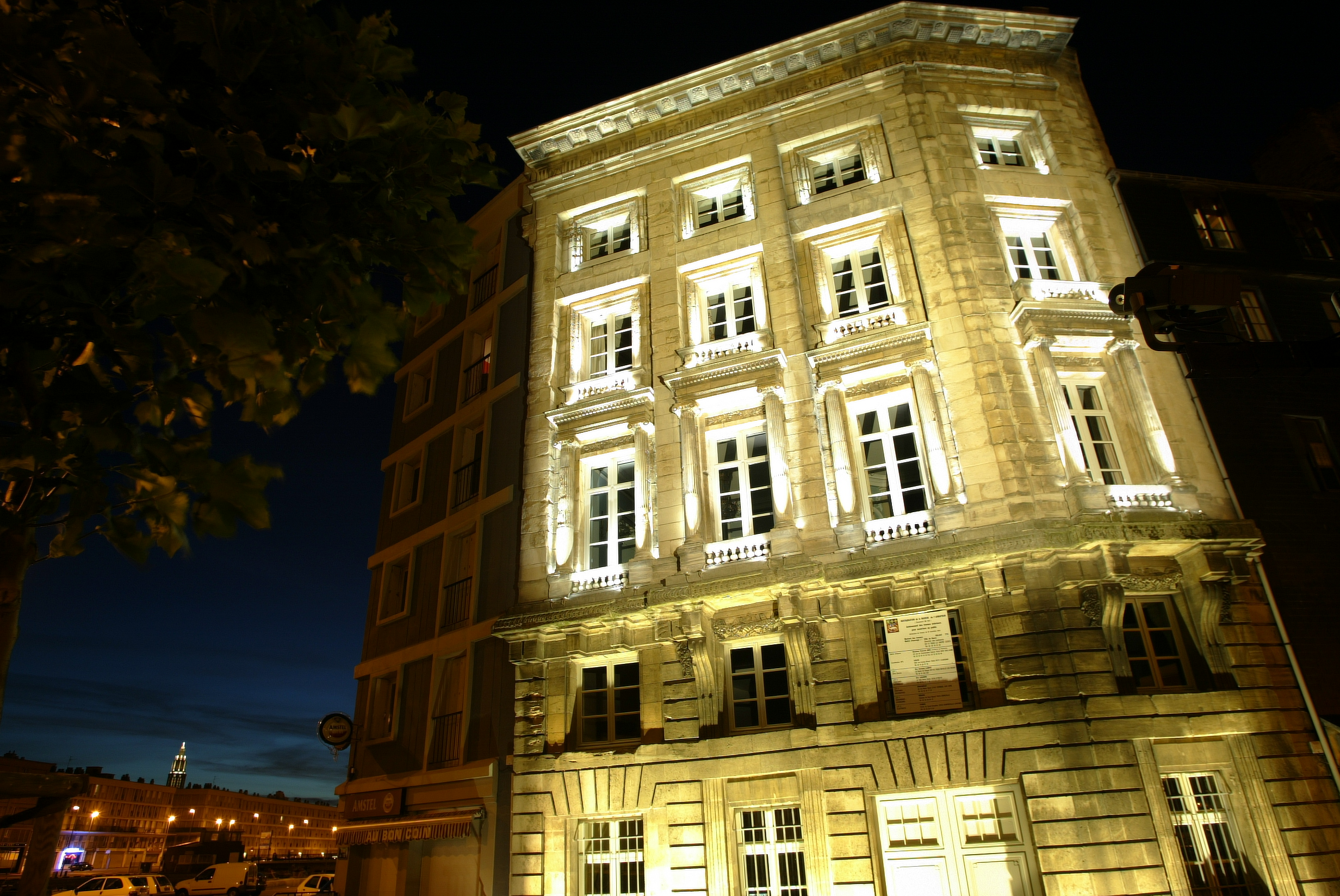
Maison de l'armateur, ayant appartenu au négrier Martin-Pierre Foäche.

Située dans le quartier Saint-François, cet hôtel particulier a été acheté en 1800 par l’armateur négrier Martin-Pierre Foäche. Aujourd’hui la maison est un musée des arts décoratifs. Elle intègre cependant une pièce où sont évoquées la traite et son histoire havraise.
Ce lieu de mémoire est critiqué par Karfa Diallo, fondateur de l’association Mémoires & Partages, pour qui « la maison de l’Armateur vante le luxe des armateurs qui se sont enrichis sur la traite humaine. C’est un scandale que le seul lieu évoquant ce passé soit cette maison ».

#### Un lieu dédié pour 2026?
Devant l’insistance des associations, frustrées du faible espace consacré à la mémoire de la traite dans la Maison de l’armateur, et désirant disposer d’un lieu dédié, la municipalité prévoit d'installer, d’ici 2026, un « vaste espace au sein de l'hôtel Dubocage de Bléville, un musée qui appartient à la Ville ».

### Toponymes
Plusieurs rues du Havre portent les noms de personnes liées à la traite négrière. Ce n’est pas pour célébrer leur participation à ce commerce que la ville a donné leurs noms à des rues, mais bien pour leurs rôles dans le développement de la cité. Toutefois, une part importante des fortunes qui ont permis la générosité et la notoriété des personnes honorées provient de l’esclavage et de la traite négrière.
Depuis 2009, l’association Mémoires & Partages milite, soit pour que la mairie rebaptise certaines d’entre elles, soit pour qu'elle installe des plaques explicatives, comme l'association finira par obtenir à Bordeaux en 2019, à La Rochelle en 2021. De son côté, la municipalité du Havre refuse catégoriquement, aussi bien de renommer les rues aux noms problématiques, que d’apposer de plaques explicatives. Elle estime avoir apporté une réponse suffisante à la question de la reconnaissance mémorielle avec l’attribution en 2003 d’un nom de rue à Victor Schœlcher. Le choix de ce nom est cependant contesté par les associations pour qui l’histoire de l’esclavage est ici honorée uniquement sous l’angle de la République émancipatrice - alors que l’abolition a aussi été obtenue par les révoltes des esclaves.
En 2011, les Archives municipales du Havre éditent le Dictionnaire historique des rues du Havre, sous la direction d’Hervé Chabannes. La participation à la traite négrière des personnages ayant une rue à leurs noms n’y est jamais mentionnée.
En 2023, répondant à une demande ancienne de l'association Mémoires & Partages, la ville du Havre s'engage à créer un parcours de personnalités havraises qui ont participé à l'esclavage ou qui l'ont critiqué. L'année suivante, le 6 mai 2024, elle procède à la pose de dix panneaux explicatifs,.

#### Rues avec les noms de personnes directement impliquées dans la traite

##### Rue Masurier (centre-ville)
Jules Masurier (ou Mazurier), qui fut maire du Havre, est le fils de Joseph Louis Masurier, ancien capitaine négrier de la Compagnie du Sénégal qui s’était lancé en 1800 dans l’armement. Jules reprend les affaires et organise des expéditions de traite longtemps après son interdiction de 1815. Il a établi des lignes maritimes à destination de nombreuses villes d’Amérique du Sud. C’est à l’occasion d’un voyage vers Montevideo en 1840 que le dernier bateau négrier français identifié comme tel, Le Philanthrope, est intercepté. Cet armateur est soupçonné de récidive en 1849. Il est également rattrapé par l’affaire du Don Juan en 1860. Ce navire négrier n’est pas parti de France, mais Masurier en est bien l’armateur. Lors de son voyage à destination de Cuba, il entraîne la mort pendant la traversée de 243 captifs sur les 850 transportés. Masurier est finalement acquitté mais cette affaire l’oblige à quitter la Chambre de Commerce. Elle ne l’empêche pas toutefois de devenir ensuite le maire du Havre de 1874 à 1878.
Depuis le 6 mai 2024, un panneau explicatif posé par la mairie à la demande de l'association Mémoires & Partages rappelle les liens entre Jules Masurier et l'esclavage,.

##### Rue Begouën (quartier Côté Ouest Ormeaux)
De 1713 à 1793, la maison de commerce Begouën, une des plus importantes du Havre à la fin du XVIIIe siècle, lance pas moins de 51 expéditions de traite, ce qui représente 48 % de ses armements.
Jacques-François Begouën de Meaux en particulier est un des plus grands armateurs du Havre et propriétaire de l'abbaye du Valasse. Homme d’État, il usa de son statut de député pour convaincre ses pairs du maintien nécessaire de la traite et de l’esclavage, moquant « l’illusion de la sensibilité » des thèses abolitionnistes. En 1789 il rédige le Précis sur l'importance des colonies et sur la servitude des Noirs, suivi d'Observations sur la traite des Noirs. Son lobbying efficace entraîna la Constituante à adopter le décret du 8 mars 1791, écartant l’extension des droits de l’homme aux gens de couleur. Son nom a été donné à une rue du quartier Félix-Faure par le maire Jules Ancel, lui-même petit-fils de négrier.
En 2004, à l’occasion de la candidature du Havre au titre de « patrimoine mondial » de l'Unesco, le conseiller municipal Éric Donfu, sociologue et écrivain, déplore l'absence « d'inventaire » concernant l'histoire de la traite. Il exprime son désir de voir la rue Begouën changer de nom.
Depuis le 6 mai 2024, un panneau explicatif posé par la mairie à la demande de l'association Mémoires & Partages rappelle les liens entre la famille Begouën et l'esclavage,.

##### Rue Jean-Baptiste Eyriès (centre-ville)
Jean-Baptiste Eyriès, connu comme géographe-explorateur, est le fils de Jacques-Joseph Eyriès, officier de marine et négrier sous le prête-nom de David Chauvel. Il a lui-même participé à la traite avec ses frères en finançant plusieurs navires négriers,. Il fut aussi administrateur général et commandant militaire de la Compagnie de Sénégal.
Depuis le 6 mai 2024, un panneau explicatif posé par la mairie à la demande de l'association Mémoires & Partages rappelle les liens entre la famille Eyriès et l'esclavage,.

##### Rue Michel Delaroche (quartier Côté Ouest Ormeaux)
Michel Delaroche est un négociant, armateur et homme politique qui fut maire du Havre de 1830 à 1831. Il prend part à la traite négrière au sein de la Compagnie Delaroche et Delessert.

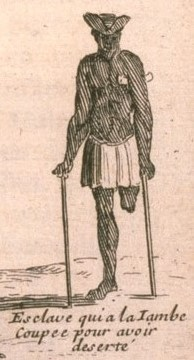
Sévices infligés au esclaves, 1699.

##### Quai Colbert (quartier de la gare)
Jean-Baptiste Colbert, ministre de Louis XIV et créateur de la Compagnie des Indes occidentales, est aussi l’auteur du Code noir. Ce recueil de textes juridiques qui encadre et légalise l’esclavage dans les colonies française, donne le statut de « bien meuble » aux captifs africains, pouvant ainsi être achetés ou vendus. Il énonce également les droits et les devoirs de leurs maîtres. Ceux-ci sont obligés par exemple d’instruire et baptiser leurs esclaves. Ils peuvent aussi faire usage de châtiments corporels (amputations, exécutions). Le Code noir sera complété, après la mort de Colbert, par son fils Jean-Baptiste Colbert de Seignelay.

#### Noms de rues liées de manière indirecte à l’histoire de la traite

##### Rue Lestorey de Boulongne.
Cet échevin du Havre, dont une rue de Sanvic porte le nom, a eu des fils qui étaient de grands négriers.
Depuis le 6 mai 2024, un panneau explicatif posé par la mairie à la demande de l'association Mémoires & Partages rappelle les liens entre la famille Lestorey de Boulongne et l'esclavage,.

##### Rue Massieu de Clerval (quartier Saint-Vincent)
Son nom honore Auguste-Samuel Massieu de Clerval (1785-1847), fils de Samuel Massieu de Clerval, manufacturier, négociant et armateur négrier, associé à la famille Féray, également une des plus impliquées dans la traite. À l'inverse de son père, Auguste-Samuel commandera quant-à-lui la station française de répression de la traite atlantique, rendue illégale dans le premier quart du XIXe siècle (contrairement à l'esclavage qui ne sera aboli qu'en 1848). Ainsi, en 1826-1827, il commande la frégate La Flore, croiseur qui longe les côtes d’Afrique et traque les navires négriers français ou étranger.
Selon les historiens locaux, son nom a été attribué à la rue en 1854. Depuis le 6 mai 2024, un panneau explicatif posé par la mairie à la demande de l'association Mémoires & Partages rappelle les liens entre la famille Massieu de Clerval et l'esclavage,.

##### Rue d’Éprémesnil
La rue rend hommage à la famille Duval d’Éprémesnil, dont plusieurs membres furent des négriers, notamment au sein des compagnies à monopole (Compagnie des Indes, Compagnie du Sénégal).

##### Rue Jules Ancel
Jules Ancel, ancien maire du Havre de 1853 à 1855, est le petit-fils de l’armateur négrier Daniel Ancel.

##### Rue Lesueur
Charles Alexandre Lesueur est un naturaliste et explorateur. Il est aussi le fils du négrier Jean-Baptiste Denis Lesueur, négociant et armateur.

#### Rues honorant des personnes aux positions anti-esclavagistes
D’autres rues rendent hommages cette fois-ci à des personnes qui ont participé, de manière directe ou indirecte, au combat pour l’abolition. En revanche, à l’exception de la rue Victor Schœlcher, ce ne sont pas les positions anti-esclavagistes de ces personnages qui ont motivé l’attribution des noms de rues.
- Rue Victor Schœlcher
- Rue Bernardin de Saint-Pierre
- Place Danton
- Rue Édouard Corbière
- Rue Dicquemare
- Rue Marie le Masson
- Rue Elisée Reclus
- Rue Darwin

Le 6 mai 2024, cinq panneaux explicatifs ont été posés par la mairie dans les rues Bernardin de Saint-Pierre, Édouard Corbière, Dicquemare, Marie le Masson et Victor Schœlcher afin de rappeler leurs opinions critiques sur l'esclavagisme,.

### Plaque commémorative

#### Au Havre
Le 10 mai 2009, à l’occasion de la journée commémorative du souvenir de l'esclavage et de son abolition, le maire Antoine Rufenacht inaugure une plaque à l’entrée du port, face au Musée Malraux.
Sur la plaque il est inscrit : « Entre le XVIe et le XIXe siècle, plusieurs centaines de navires ont été armés dans ce port pour la traite des noirs. Aujourd’hui la ville du Havre honore la mémoire des esclaves africains déportés aux Amériques au mépris de toute humanité. » La modestie de cette plaque, son manque d’entretien et son emplacement loin des lieux de passage, font l’objet de vives critiques de la part d'habitants et de l’association Mémoires & Partages. Cela est particulièrement visible quand on la compare à la monumentalité de la plaque commémorant le programme CARE de 1946, située juste à côté, et inaugurée 3 ans plus tôt.

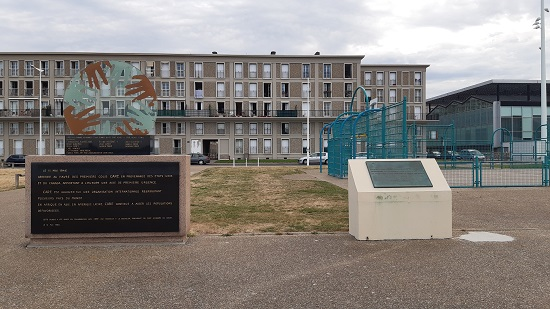
A droite la plaque commémorant la traite négrière, et à gauche la plaque commémorant l'opération CARE de 1946.

#### À Rouen
Le 10 mai 2022, à l’occasion de la journée nationale des mémoires de la traite, de l’esclavage et de leurs abolitions, la ville de Rouen a inauguré une stèle sur les quais. Histoire méconnue des Rouennais, la participation à la traite négrière de la ville a pourtant été essentielle à travers les capitaux fournis pour armer les navires au départ du Havre. Sur la stèle on peut lire :
« Nous avons permis et permettons à tous les Négociants de notre Royaume, de faire librement à l'avenir le commerce des Nègres [...] à condition qu'ils ne pourront ainsi armer ni équiper leurs Vaisseaux que dans les Ports de Rouen, La Rochelle, Bordeaux et Nantes. »
Ces lignes écrites au nom du Roi en 1716 rappellent le rôle joué par Rouen dans le financement du commerce triangulaire avant la Révolution.

La Ville de Rouen honore aujourd’hui la mémoire des millions de personnes réduites en esclavage, victimes de ce crime contre l’humanité.